# Województwo krośnieńskie
Województwo krośnieńskie – jednostka podziału administracyjnego istniejąca w latach 1975–1998. Położone w południowo-wschodniej części Polski, przy granicy ze Słowacją (do 1992 r. Czechosłowacją) i Ukrainą (do 1991 r. USRR, jako część ZSRR). Graniczyło od zachodu z województwem nowosądeckim i tarnowskim, a od północy z rzeszowskim i przemyskim. Siedzibą władz województwa był największy ośrodek regionu; 50-tysięczne (stan ludności w 1991 r.) miasto Krosno.
Po reformie administracyjnej w 1999 r. prawie w całości włączone zostało do województwa podkarpackiego z wyjątkiem gminy Biecz oraz gminy Lipinki, które znalazły się w województwie małopolskim.

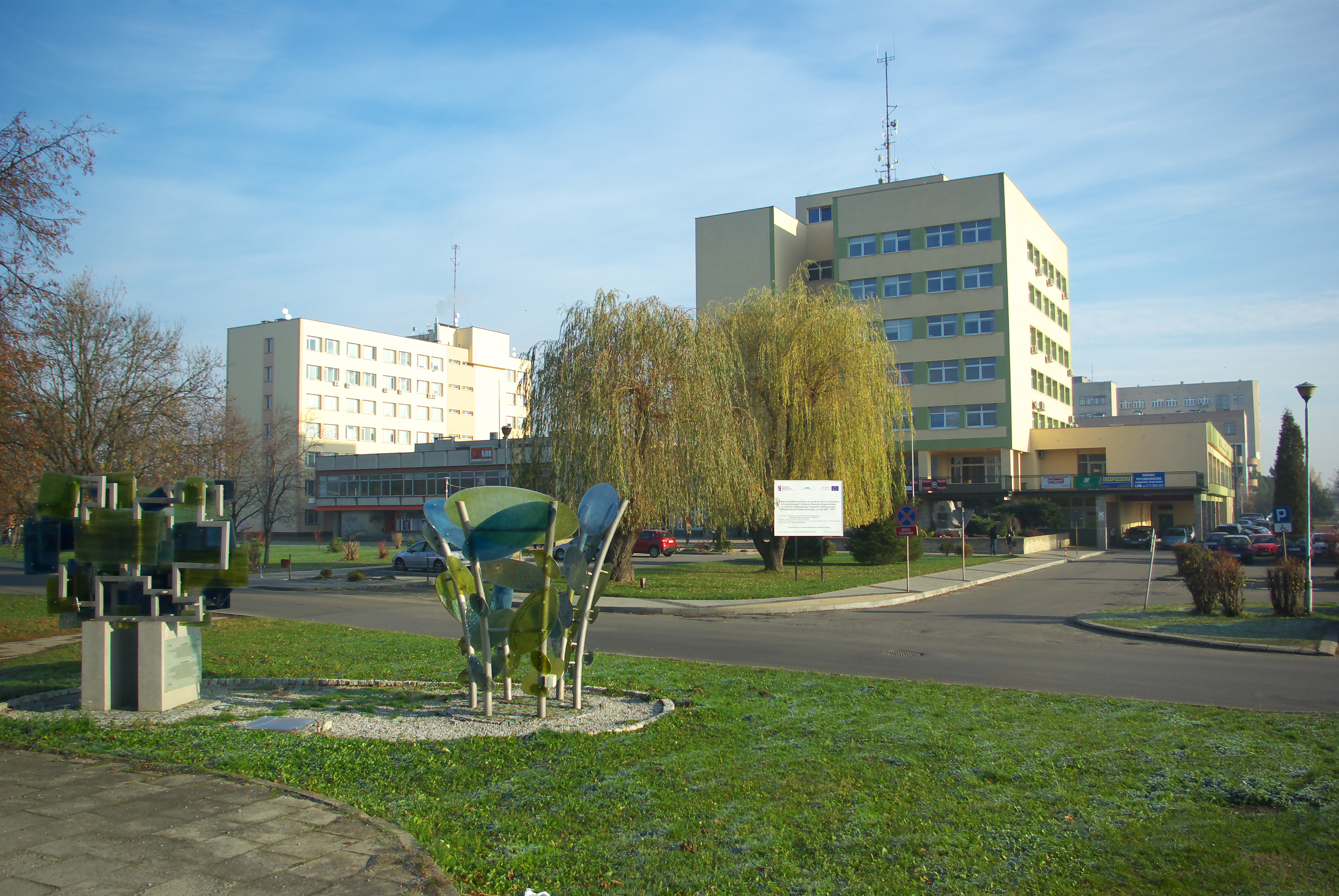
Była siedziba władz województwa krośnieńskiego (obecnie starostwo powiatowe w Krośnie)

## Wojewodowie
- Wojciech Grochala (1975–1977)
- Stanisław Szczepański (1977–1980)
- Tadeusz Kruk (1980–1990)
- Zygmunt Błaż (1990–1994)
- Piotr Komornicki (1994–1997)
- Bogdan Rzońca (1997–1998)

## Urzędy Rejonowe
- Urząd Rejonowy w Jaśle dla gmin: Biecz, Brzyska, Dębowiec, Jasło, Kołaczyce, Krempna, Lipinki, Osiek Jasielski, Nowy Żmigród, Skołyszyn i Tarnowiec oraz miasta Jasło
- Urząd Rejonowy w Krośnie dla gmin: Brzozów, Chorkówka, Domaradz, Dukla, Dydnia, Haczów, Iwonicz-Zdrój, Jasienica Rosielna, Jedlicze, Korczyna, Krościenko Wyżne, Miejsce Piastowe, Nozdrzec, Rymanów i Wojaszówka oraz miasta Krosno
- Urząd Rejonowy w Sanoku dla gmin: Baligród, Besko, Bukowsko, Cisna, Czarna, Komańcza, Lesko, Lutowiska, Olszanica, Sanok, Solina, Tyrawa Wołoska, Ustrzyki Dolne, Zagórz i Zarszyn oraz miasta Sanok

## Miasta
- Krosno – 50 227
- Sanok – 41 649
- Jasło – 39 055
- Ustrzyki Dolne – 10 331
- Brzozów – 7349
- Lesko – 5855
- Jedlicze - 5772
- Zagórz – 4741
- Biecz – 4547
- Rymanów – 3321
- Dukla – 2270
- Iwonicz-Zdrój – 1874

## Demografia
Ludność województwa w latach:
| Rok                    | Liczba mieszkańców |
| ---------------------- | ------------------ |
| 1975 (31 grudnia)      | 421,9 tys.         |
| 1976 (31 grudnia)      | 426,2 tys.         |
| 1977 (31 grudnia)      | 430,7 tys.         |
| 1978 (spis powszechny) | 438 862            |
| 1978 (31 grudnia)      | 438,6 tys.         |
| 1979 (31 grudnia)      | 443,8 tys.         |
| 1980 (31 grudnia)      | 448,2 tys.         |
| 1983 (31 grudnia)      | 465 tys.           |
| 1985 (31 grudnia)      | 475,2 tys.         |
| 1986                   | 479,6 tys.         |
| 1987                   | 483,7 tys.         |
| 1988                   | 487,6 tys.         |
| 1989 (31 grudnia)      | 491,8 tys.         |
| 1990 (30 czerwca)      | 493,6 tys.         |
| 1990 (31 grudnia)      | 495 tys.           |
| 1991 (31 grudnia)      | 497,9 tys.         |
| 1992 (31 grudnia)      | 501,7 tys.         |
| 1993 (30 czerwca)      | 502,5 tys.         |
| 1994 (31 grudnia)      | 505,3 tys.         |
| 1995 (30 czerwca)      | 506 tys.           |
| 1995 (31 grudnia)      | 506 tys.           |
| 1997 (31 grudnia)      | 509,5 tys.         |